# Stadtbefestigung Rottenmann

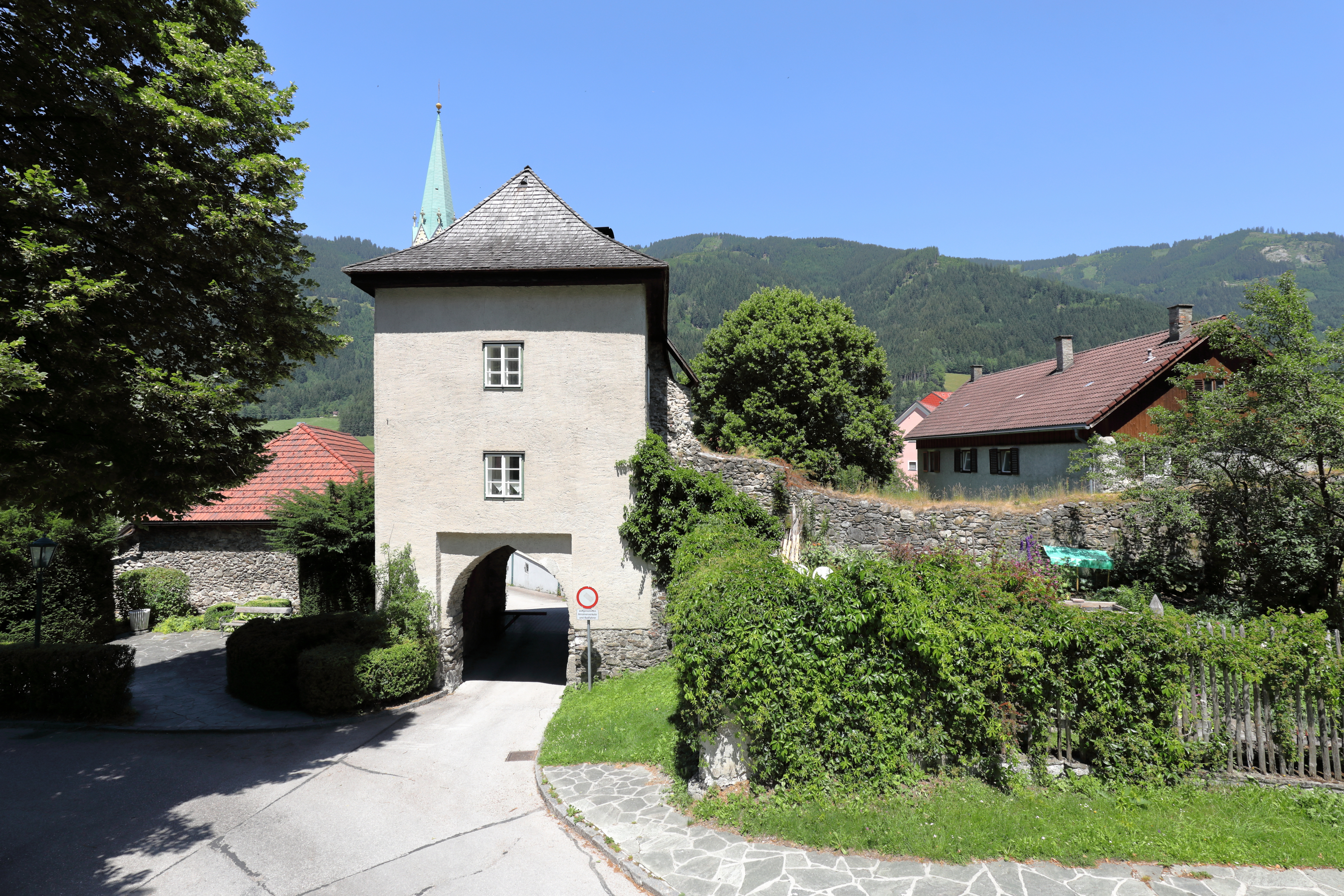
Südliches Stadttor

Die Stadtbefestigung Rottenmann umfasst die Altstadt der Stadtgemeinde Rottenmann im Bezirk Liezen in der Steiermark. Die Reste der Stadtmauern stehen unter Denkmalschutz (Listeneintrag).

## Geschichte
Es wurde ein römisches Siedlungsgebiet an der Straße von Virunum nach Ovilava angenommen. Urkundlich wurde der Ort 927 als Teil von St. Georgen genannt. Zu Beginn des 13. Jahrhunderts wurden die Stadtmauern und Tore planmäßig angelegt. Erst 1320 erfolgte die Erhebung der Stadt als wichtiger mittelalterlicher Umschlagplatz für Eisen und Salz. Die Spitalskirche stand außerhalb der Stadtmauer. Stadtbrände waren 1718 und 1881.

## Stadtbefestigung
Die Stadtmauer bildet gegen Süden ein gleichschenkeliges Dreieck. Der Tortürme im Osten und Westen waren mit der Hauptstraße verbunden. Die südlichen Hintausgassen mit Kirchengasse und Salzgasse sind mittig mit der Burgtorgasse verbunden, ebendort die ehemalige Kirchburg mit der heutigen Stadtpfarrkirche Rottenmann und dem ehemaligen Stift Rottenmann. Die Burgtorgasse endet mit dem südlichen erhaltenen Torturm mit einer gotischen Durchfahrt.